# Badger (Alaska)
Badger ist ein Ort und ein census-designated place (CDP) im Fairbanks North Star Borough in Alaska in den Vereinigten Staaten. Das U.S. Census Bureau hatte bei der Volkszählung 2020 eine Einwohnerzahl von 19.031 ermittelt.

## Geographie
Badger ist ein östlicher Vorort von Fairbanks in Zentral-Alaska. Der 142 m hoch gelegene Ort befindet sich am rechten, nördlichen Flussufer des Tanana River. Der Chena River verläuft entlang der nordöstlichen CDP-Grenze. Im Südosten des CDP-Gebietes verläuft ein Hochwasserschutzdamm mit einem etwa 250 m breiten Umleitungskanal vom Chena River zum Tanana River. Das Gebiet ist stark besiedelt. Der Richardson Highway (Alaska Route 2) durchquert das CDP-Gebiet. Dieses grenzt im Westen an die City of Fairbanks, im Norden an das Steele Creek CDP, im Süden an das Moose Creek CDP sowie im Südwesten an die City of North Pole.

## Geschichte
Badger wurde vom Personal der Alaska Railroad 1949 so benannt, da in der Nähe die „Old Badger Road“ verlief.
2010 erschien Badger erstmals beim Zensus als ein census-designated place mit 19.482 Einwohnern.

## Demografie
Zum Zeitpunkt der Volkszählung im Jahre 2020 (U.S. Census 2020) hatte Badger 19.031 Einwohner auf einer Landfläche von 170,04 km². Von den Einwohnern waren 14.207 Weiße, 398 Afroamerikaner, 1121 amerikanisch-indianischer Abstammung sowie 390 Asiaten.